# Винатовача
Винатовача је прашума у Србији, налази се у Источној Србији у региону Горња Ресава.

## Географски положај
До Винатоваче се јако тешко долази. Од Деспотовца, преко Лисина макадамом 15 km до самог средишта Кучајских планина, а широј јавности донедавно било је готово непознато да се у срцу Србије крије права букова прашума. Можда је баш из тог разлога сачувана.

## Природне одлике и вредности
Винатовача је својство прашуме заслужила тиме што 37 хектара шумске земље, на надморској висини од 640 до 800 метара, људска рука није уређивала, секла и пошумљавала од најстаријих времена у којима је ова шума настала. Овај специфичан природни резерват мрачне букове шуме није познат широј јавности, а можда томе и можемо да захвалимо чињеницу што је шума Винатовача очувана, као и људима који су се побринули да је заштите. Кроз Винатовачу пролази лева притока река Ресаве - поток Винатовац, а поједина стабла су висине и до 40 метара, у пречнику око метар, што значи да су у обиму неколико метара, дрвне масе од 600 до 800 кубика, стара и преко 350 година. Овде можете наићи на разнолико биљно растиње, а велика је вероватноћа да у току шетње будете затечени слободом питоме дивљачи која пролази недалеко од вас.

## Заштита
У резервату „Винатовача” установљава се режим заштите I степена којим се спроводе мере утврђене законом који уређује заштиту животне средине и обезбеђује остваривање послова научноистраживачког и едукативног карактера, спровођење контроле и праћење стања популација биљних и животињских врста, прикупљање и анализа података о дендрометријским карактеристикама стабала, предузимање мера ради очувања њиховог здравственог стања и виталности и ограничено приказивање природних вредности. О резервату „Винатовача” стара се Јавно предузеће „Србија шуме” . Средства за заштиту резервата „Винатовача” обезбеђују се из прихода остварених обављањем делатности Предузећа, из средстава у буџету Републике и из других извора у складу са Законом.